# قره‌بلاغ (آلماتی)
قره‌بلاغ (به لاتین: Qarabulaq یا Karabulak) یک روستا در جنوب‌شرقی قزاقستان است که در استان آلماتی واقع شده است.